# Lebakharjo
Lebakharjo is een bestuurslaag in het regentschap Malang van de provincie Oost-Java, Indonesië. Lebakharjo telt 6841 inwoners (volkstelling 2010).